# DJ Shok
Michael Gomez (lepiej znany DJ Shok lub po prostu Shok) – amerykański raper i producent hip-hopowy z wytwórni Ruff Ryders Entertainment. Prawdopodobnie urodzony około w połowie lat siedemdziesiątych. Komponował podkłady dla takich wykonawców jak DMX, Jadakiss, Drag-On i Eve. Aktualnie nad swoim solowym albumem „The Lost Truth”.

## Kariera

### Początki
Michaela muzyka fascynowała od zawsze. W wieku 10 lat został DJ-em. Zainspirowali go producenci z Nowego Jorku – DJ Red Alert, Chuck Chillout, The Latin Rascals, Marley Marl i The Awesome Two. Często grywał na lokalnych imprezach. W wieku 16 lat jeszcze bardziej zainteresował się tworzeniem muzyki. Wypożyczał sprzęt, by produkować beaty. Kiedy miał 18 lat, po wypadku dostał odszkodowanie w wysokości 3500 dolarów. Pieniądze wydał na kupno sprzętu do studia, w którym później nagrał i wydał singel Hi-Techa „24/7”.

### Ruff Ryders
Kilka lat później Shok podpisał kontrakt z wytwórnią Ruff Ryders Entertainment, na krótko przed tym, jak wydano pierwszy album DMX-a. Wkrótce Shok wyprodukował DMX-owi utwór „Slippin’”, który okazał się dużym sukcesem. Michael oficjalnie wyprodukował 19 utworów w trakcie kolejnych 4 lat.

### Solo
W wieku 28 lat Shok zaczął prace nad swoim solowym albumem, „The Lost Truth”. W swych tekstach często zwraca się do Boga.

## Produkcje

### 1996
- DJ Shok presents The Music: Hi-Tech's Golden Era Singles (album Hi-Tech-a, 1996)[1]
  - „Book of life”

### 1998
- Flesh of My Flesh, Blood of My Blood (album DMX-a, 1998)
  - „Slippin’”

### 1999
- ...And Then There Was X (album DMX-a), 1999
  - „Here We Go Again"
- Ruff Ryders' First Lady (album Eve), 1999
  - „Heaven Only Knows"
  - „What Y'all Want (Remix)”

### 2000
- Anarchy (album Busta Rhymesa), 2000
  - „How Much We Grew"
- Dirty Harriet (album Rah Digga), 2000
  - „Do the Ladies Run This?” (feat. Eve & Sonja Blade)
  - „Imperial” (feat. Busta Rhymes)
- Opposite of H2O (album Drag-Ona), 2000
  - „Spit These Bars” (feat. Swizz Beatz)
- The Piece Maker (album Tony’ego Toucha), 2000
  - „Set It on Fire”
- Yeeeah Baby (album Big Puna), 2000
  - „Ms. Martin” (feat. Remy Martin)
  - „You Was Wrong” (feat. Drag-On, Remy Martin & Fat Joe)

### 2001
- Kiss tha Game Goodbye (album Jadakissa), 2001
  - „Cruisin'” (feat. Snoop Dogg)
- Scorpion (album Eve), 2001
  - „Be Me” (feat. Mashonda)
  - „Fife's So Hard” (feat. Teena Marie)
  - „Scream Double R” (feat. DMX)

### 2002
- A Gangster and a Gentleman (album Stylesa P), 2002
  - „Nobody Believes Me” (feat. Cross, J-Hood & Sheek)
  - „Soul Clap”
- Training Day OST (sountrack), 2002
  - „Dirty Ryders” (The Lox)